# Stazione di Rolo-Novi-Fabbrico
La stazione di Rolo-Novi-Fabbrico è una stazione ferroviaria posta sulla ferrovia Verona-Modena. Si trova nel centro abitato di Rolo, in provincia di Reggio Emilia; serve anche i limitrofi comuni di Novi di Modena e di Fabbrico.

## Storia
L'entrata in servizio risale al 21 dicembre 1872.
Fino al 1947 era denominata semplicemente "Rolo-Novi". Assunse poi la denominazione attuale di Rolo-Novi-Fabbrico.
Gli archivi ne dimostrano l’importanza strategica già durante la Grande Guerra del ’15-’18, con la partenza delle “tradotte”, i treni per le truppe ed i rifornimenti diretti al fronte; durante la seconda guerra subì un bombardamento da parte degli Alleati, l’unico nella storia di Rolo.
Antiche foto dei primi anni del ‘900 mostrano già il terzo binario, ed un quarto binario, oggi rimosso, era dedicato alla rampa di carico per merci, bestiame e trattori sui vagoni.
Così la stazione ha goduto della sua relativa lontananza dal centro del borgo: qui avvenivano gli incontri per gli scambi commerciali e tante attività, oggi scomparse come la riseria, vi si svolgevano attorno e ne alimentavano le risorse.
Da qui partivano le mondine verso i campi nel vercellese, ed i trattori della Landini di Fabbrico diretti in tutto il mondo.
La stazione avrebbe dovuto essere il capolinea della Ferrovia Rolo-Mirandola, costruita ma mai entrata in funzione.

## Movimento
La stazione è servita dai treni regionali in servizio sulla relazione Mantova-Modena, cadenzati a frequenza oraria ed eserciti da Trenitalia Tper nell'ambito del contratto di servizio con la regione Emilia-Romagna.
La stazione è servita da treni regionali svolti da Trenitalia Tper nell'ambito del contratto di servizio stipulato con la regione Emilia-Romagna.
A novembre 2019, la stazione risultava frequentata da un traffico giornaliero medio di circa 489 persone (209 saliti + 280 discesi).

## Servizi
La stazione è classificata da RFI nella categoria bronze.